# Lars Müller Publishers
Die Lars Müller Publishers GmbH ist ein international tätiger Schweizer Buchverlag mit Sitz in Zürich. Der Verlag wurde 1983 durch den seit 1963 in der Schweiz lebenden norwegischen Gestalter Lars Müller gegründet.
Schwerpunkt des Verlagsprogramms bilden Publikationen zu Themen der Architektur, des Design, der Fotografie und der zeitgenössischen Kunst, die teils in enger Zusammenarbeit mit den Autoren und Künstlern entstehen. Verschiedene Bücher wurden in Zusammenarbeit mit Institution wie dem Museum für Gestaltung Zürich oder dem Bundesamt für Kultur herausgegeben.
Zwischen August 2005 und Oktober 2009 hielt der Basler Birkhäuser Verlag eine Mehrheitsbeteiligung am 2001 in eine GmbH umgewandelten Verlag, gab diese jedoch wieder an Firmengründer Lars Müller ab. 2012 wurde der Sitz von Baden nach Zürich geändert.

## Werke
Zu den Künstlern, Designern, Architekten und Fotografen, über die bzw. über deren Werke Bücher bei Lars Müller Publishers veröffentlicht wurden, zählen unter anderem:
- Iwan Baan
- Silvia Bächli
- Otto Baumberger
- Josef Müller-Brockmann
- Donald Brun
- Peter Eisenman
- Olafur Eliasson
- Michael Engelmann
- Naoto Fukasawa
- Karl Gerstner
- Juli Gudehus
- Zaha Hadid
- Hans Georg Hillmann
- Steven Holl
- Theo Hotz
- Dafi Kühne
- Richard Paul Lohse
- Adrian Meyer
- Pierre Mendell
- Klaus Merkel
- Christian Möller
- Jasper Morrison
- Rolf Müller
- Hans Richter
- Pipilotti Rist
- Alison Smithson
- Christian Waldvogel
- Peter Zumthor
- Jakob Zweifel